# Lasioglossum transvorsum
Lasioglossum transvorsum là một loài Hymenoptera trong họ Halictidae. Loài này được Vachal mô tả khoa học năm 1904.